# Julie Bowen
Julia Bowen Luetkemeyer (Baltimore, 3 de marzo de 1970) es una actriz estadounidense de cine y televisión conocida por su actuación en las series de televisión Modern Family, como Claire Dunphy, y Lost, como Sarah.

## Biografía
Nacida el 4 de marzo de 1970 en Baltimore (Maryland), es hija de John Alexander Luetkemeyer Jr. y Suzanne Frey. Es la mediana de tres hermanas: Annie Luetkemeyer (que ejerce de médico), y Molly Luetkemeyer (que trabaja como diseñadora de interiores).
Asistió a la Universidad Brown para estudiar historia italiana, donde participó en varias producciones teatrales realizadas por los estudiantes.

## Carrera

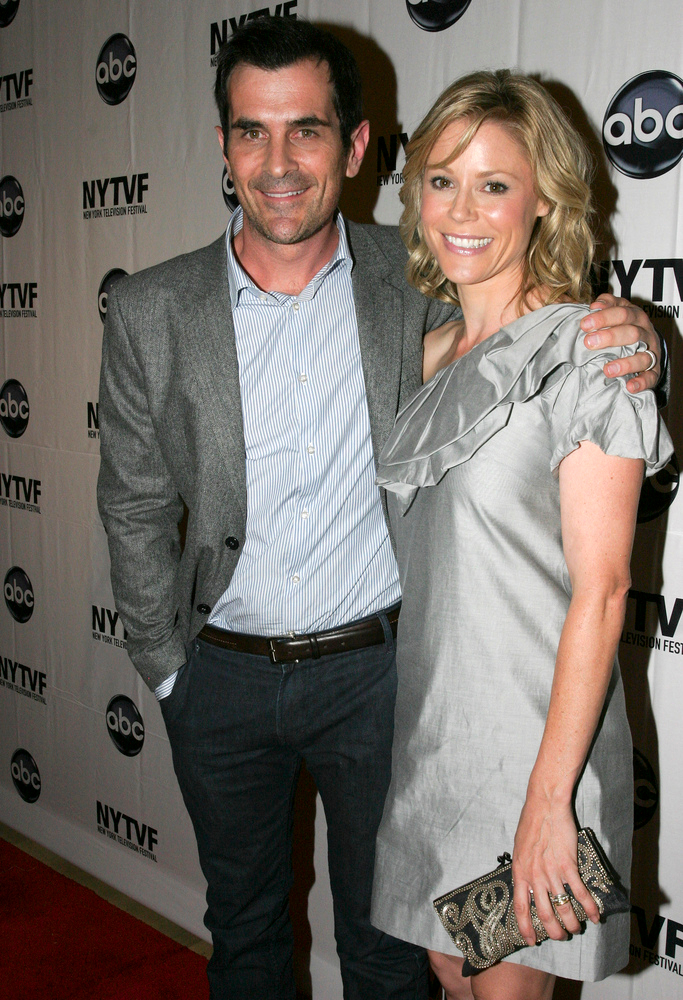
Julie Bowen junto a Ty Burrell, su esposo en Modern Family

Su debut en el cine se produjo en 1992 al participar en la película independiente Five Spot Jewel, de John O'Hagan. Participó en películas como Happy Gilmore (1996), Mis dobles, mi mujer y yo (1996) y Un hombre lobo americano en París (1997), y realizó papeles episódicos en series como ER (1998-1999) y Dawson's Creek (2000). 
Entre 2000 y 2004 formó parte del elenco de Ed y entre 2005 y 2007 se incorporó al de Boston Legal, participando de forma recurrente en la temporada final de la serie. Durante este mismo periodo apareció en varios episodios de Lost, donde interpretó a Sarah Shephard. En 2008 tuvo un papel recurrente en la serie cómica Weeds, interpretando a Lisa.
En 2009 alcanzó una gran popularidad con un papel en la exitosa comedia Modern Family, donde como parte del reparto principal interpreta a Claire Dunphy. Por este papel ha recibido cinco nominaciones como «Mejor actriz de reparto en serie de comedia» en los premios Emmy, habiendo ganado en 2011 y 2012. En 2015 fue la tercera actriz de televisión mejor pagada por detrás de su compañera de reparto Sofía Vergara y de Kaley Cuoco, llegando a ganar 12 millones de dólares.
A pesar de que ha desarrollado la mayor parte de su carrera como actriz en la pequeña pantalla, Bowen ha participado en diversas producciones cinematográficas, principalmente de carácter cómico. En 2011 formó parte de los elencos de las películas Horrible Bosses, dirigida por Seth Gordon, y Jumping the Broom, del director Salim Akil.

## Vida personal
En septiembre de 2004 se casó con el inversor inmobiliario Scott Phillips. Juntos son padres de tres hijos: Oliver, nacido en abril de 2007; y los mellizos John y Gustav (nacidos en mayo de 2009). En febrero de 2018, tras meses de rumores, se confirmó que la pareja se había separado tras trece años de matrimonio. El divorcio se oficializó en septiembre de 2018.
Bowen se define a sí misma como protestante.

## Filmografía

### Cine
| Año  | Título                        | Personaje              | Dirección        |
| ---- | ----------------------------- | ---------------------- | ---------------- |
| 1992 | Five Spot Jewel               |                        | John O'Hagan     |
| 1996 | Confessions of a Sleep Addict | P. J.                  |                  |
| 1996 | Happy Gilmore                 | Virginia Venit         | Dennis Dugan     |
| 1996 | Multiplicity                  | Robin                  | Harold Ramis     |
| 1997 | An American Werewolf in Paris | Amy Finch              | Anthony Waller   |
| 2001 | You're Killing Me...          | Jamie Quinn            |                  |
| 2001 | Amy's Orgasm                  | Nikki                  | Julie Davis      |
| 2001 | Venus and Mars                | Lisa                   |                  |
| 2001 | Joe Somebody                  | Meg Harper             | John Pasquin     |
| 2002 | Stella Shorts 1998-2002       | Madre Naturaleza (voz) |                  |
| 2005 | Kids in America               | Directora Weller       | Josh Stolberg    |
| 2005 | Partner(s)                    | Katherine              |                  |
| 2007 | Sex and Death 101             | Fiona Wormwood         | Dan Waters       |
| 2010 | Crazy on the Outside          | Christy                | Tim Allen        |
| 2011 | Jumping the Broom             | Amy                    | Salim Akil       |
| 2011 | Horrible Bosses               | Rhonda Harken          | Seth Gordon      |
| 2012 | Conception                    | Tiffany                |                  |
| 2012 | Knife Fight                   | Peaches                | Bill Guttentag   |
| 2014 | Planes: Fire & Rescue         | Lil' Dipper (Voz)      | Roberts Gannaway |
| 2018 | Life of the Party             | Marcie Strong          | Ben Falcone      |
| 2020 | Hubie Halloween               | Violet Valentine       |                  |
| 2021 | The Fallout                   | Patricia               |                  |
| 2021 | Mixtape                       | Gail                   |                  |
| 2023 | Totally Killer                | Pam                    |                  |
| 2025 | Happy Gilmore 2               | Virginia Venit         | Kyle Newacheck   |

### Televisión
| Año        | Título                            | Personaje                  | Notas                                                      |
| ---------- | --------------------------------- | -------------------------- | ---------------------------------------------------------- |
| 1992       | Loving                            | Steffy                     |                                                            |
| 1993       | Lifestories: Families in Crisis   | Chris                      | Episodio: "No Visible Bruises: The Kate Koestner Story"    |
| 1993       | Class of '96                      | Kristie Lewis              | Episodio: "Educating David"                                |
| 1993       | Acapulco H. E. A. T.              | Danielle Perkins           | Episodio: "Code Name: Body Double"                         |
| 1994       | Runaway Daughters                 | Angie Gordon               | Película de televisión                                     |
| 1994       | Where Are My Children?            | Kirstie                    | Película de televisión                                     |
| 1995       | Extreme                           | Andie McDermott            | 7 Episodios                                                |
| 1996       | Party of Five                     | Shelley                    | Episodio: "Unfair Advantage"                               |
| 1996       | Strange Luck                      | Leigh Anne                 | Episodio: "Healing Hands"                                  |
| 1998       | Three                             | Amanda Webb                | 2 Episodios                                                |
| 1998–1999  | ER                                | Roxanne Please             | 9 Episodios                                                |
| 1999       | The Last Man on Planet Earth      | Hope Chayse                | Película de televisión                                     |
| 2000       | Oh Baby                           | Nikky                      | 2 Episodios                                                |
| 2000       | Dawson's Creek                    | Aunt Gwen                  | Episodio: "Stolen Kisses"                                  |
| 2000–2004  | Ed                                | Carol Vessey               | 83 Episodios                                               |
| 2002       | Justice League                    | Aresia                     | Voz. 2 Episodios                                           |
| 2005       | Jake in Progress                  | Brooke                     | 4 Episodios                                                |
| 2005–2007  | Lost                              | Sarah Shephard             | 5 Episodios                                                |
| 2005–2008  | Boston Legal                      | Denise Bauer               | 50 Episodios                                               |
| 2007       | Wainy Days                        | Cheryl                     | Episodio: "Tough Guy"                                      |
| 2008       | Weeds                             | Lisa                       | 7 Episodios                                                |
| 2008       | Law & Order: Special Victims Unit | Gwen Sibert                | Episodio: "Trials"                                         |
| 2009       | True Jackson                      | Claire Underwood           | Episodio: "True Takes Iceland"                             |
| 2009       | Monk                              | Marilyn Brody              | Episodio: "Mr. Monk and the Bully"                         |
| 2009–2020  | Modern Family                     | Claire Dunphy              | Personaje principal, 250 episodios                         |
| 2011       | Scooby-Doo! Mystery Incorporated  | Marion Spartan             | Voz. Episodio: "Attack of the Headless Horror"             |
| 2014, 2017 | Family Guy                        | Claire Dunphy / Ella misma | Voz. Episodios: "The Simpsons Guy", "Emmy-Winning Episode" |
| 2016       | Better Things                     | Ella misma                 | Episodio: "Sam/Pilot"                                      |
| 2017–2020  | Tangled: The Series               | Reina Arianna              | Voz                                                        |
| 2017       | The Mindy Project                 | Daisy                      | Episodio: "Leo's Girlfriend"                               |
| 2017       | Who Do You Think You Are          | Ella misma                 | (T 9, Epi 2)                                               |
| 2018       | LA to Vegas                       | Gwen                       | Voz. No acreditado. Episodio: "The Affair"                 |
| 2019       | DuckTales                         | Teniente Penumbra          | Voz. 7 Episodios                                           |
| 2020       | Who Wants to Be a Millionaire     | Ella misma (Competidora)   |                                                            |
| 2021       | Green Eggs And Ham                | TBA                        | Voz. Episodio: TBA                                         |

## Premios
Premios Emmy
| Año  | Categoría                         | Serie         | Resultado |
| ---- | --------------------------------- | ------------- | --------- |
| 2010 | Mejor actriz de reparto - Comedia | Modern Family | Nominada  |
| 2011 | Mejor actriz de reparto - Comedia | Modern Family | Ganadora  |
| 2012 | Mejor actriz de reparto - Comedia | Modern Family | Ganadora  |
| 2013 | Mejor actriz de reparto - Comedia | Modern Family | Nominada  |
| 2014 | Mejor actriz de reparto - Comedia | Modern Family | Nominada  |

Sindicato de Actores
| Año  | Categoría                             | Serie         | Resultado |
| ---- | ------------------------------------- | ------------- | --------- |
| 2005 | Mejor reparto de televisión - Comedia | Boston Legal  | Nominada  |
| 2006 | Mejor reparto de televisión - Drama   | Boston Legal  | Nominada  |
| 2007 | Mejor reparto de televisión - Drama   | Boston Legal  | Nominada  |
| 2008 | Mejor reparto de televisión - Comedia | Weeds         | Nominada  |
| 2009 | Mejor reparto de televisión - Comedia | Modern Family | Nominada  |
| 2010 | Mejor reparto de televisión - Comedia | Modern Family | Ganadora  |
| 2011 | Mejor actriz de televisión - Comedia  | Modern Family | Nominada  |
| 2011 | Mejor reparto de televisión - Comedia | Modern Family | Ganadora  |
| 2012 | Mejor reparto de televisión - Comedia | Modern Family | Ganadora  |
| 2013 | Mejor actriz de televisión - Comedia  | Modern Family | Nominada  |
| 2013 | Mejor reparto de televisión - Comedia | Modern Family | Ganadora  |
| 2014 | Mejor actriz de televisión - Comedia  | Modern Family | Nominada  |
| 2014 | Mejor reparto de televisión - Comedia | Modern Family | Nominada  |
| 2015 | Mejor reparto de televisión - Comedia | Modern Family | Nominada  |
| 2016 | Mejor reparto de televisión - Comedia | Modern Family | Nominada  |